# Söder (Malmö)
Söder is een stadsdeel van de Zweedse gemeente Malmö. Het is op 1 juli 2013 ontstaan uit de samenvoeging van de stadsdelen Fosie en Oxie. Söder telt 56.300 inwoners.